# Elements Garden
Elements Garden ist ein im Jahr 2004 von Noriyasu Agematsu, Junpei Fujita, Hitoshi Fujima und Daisuke Kikuta ins Leben gerufener Zusammenschluss von japanischen Komponisten, der bei Aria Entertainment unter Vertrag steht. Elements Garden komponiert und produziert überwiegend Musik für Videospiele, Anime sowie für Musiker und Musikgruppen.
Die Gruppe veröffentlichte in den Jahren 2008 und 2009 zwei eigenständige Alben, die beim japanischen Musiklabel King Records erschienen. 2010 folgte mit Elements Garden III das dritte Werk, das sich wie auch schon zuvor das zweite Album in den japanischen Albumcharts platzieren konnte.

## Mitglieder
- Noriyasu Agematsu (Gründer, Kollektiv-Führer)
- Junpei Fujita (Gründer)
- Hitoshi Fujima (Gründer)
- Daisuke Kikuta (Gründer)
- Seima Iwahashi (beigetreten 2011)
- Ryota Suemasu (beigetreten 2014)
- Ryutaro Fujinaga (beigetreten 2014)
- Ryota Tomaru (beigetreten 2015)
- Yuta Kasai (beigetreten 2016)
- Yusuke Takeda

## Diskografie
- 2008: Elements Garden (Album, King Records)
- 2009: Elements Garden II –TONE CLUSTER– (Album, King Records)
- 2010: Elements Garden III (Album, Aria Music)

## Sonstige Beteiligungen

### Für Anime (Auswahl)
- BanG Dream!
- Schwarzes Marken
- Tantei Kageki Milky Holmes
- Senki Zesshō Symphogear
- That Time I Got Reincarnated as a Slime
- Bodacious Space Pirates
- Dance with Devils
- The Eden of Grisaia
- Love, Election and Chocolate

### Für Videospiele (Auswahl)
- Grand Summoners
- Super Bomberman R
- Final Fantasy: Brave Exvius
- Chaos Rings
- The Fruit of Grisaia[3]

### Für Musiker (Auswahl)
- Chiai Fujikawa
- Faylan
- Poppin’Party
- Roselia
- Inori Minase
- Maneki Kecak
- Mamoru Miyano
- Yui Horie
- Raise A Suilen
- Rekka Katakiri